# Arhopala tyrannus
Arhopala tyrannus är en fjärilsart som beskrevs av Felder 1865. Arhopala tyrannus ingår i släktet Arhopala och familjen juvelvingar. Inga underarter finns listade i Catalogue of Life.

## Bildgalleri

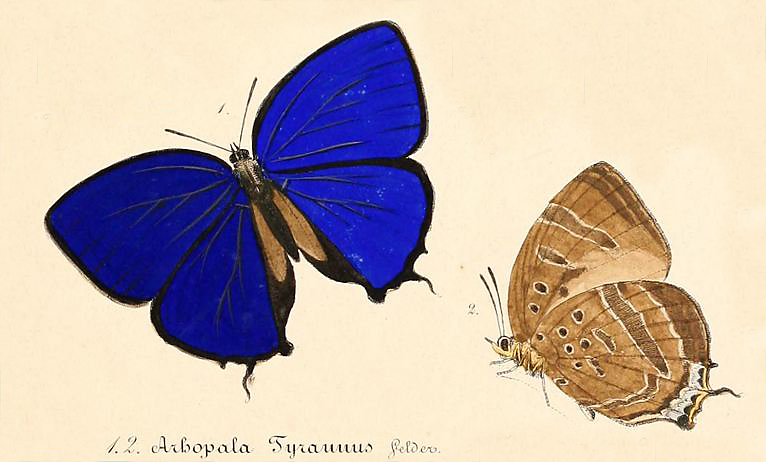